# Stanisław Bochnig
Stanisław Bochnig (ur. 1880 w Siedlcach, zm. 18 października 1944 w Tworkach) – polski fotografik, nauczyciel, krajoznawca.

## Życiorys
Był synem Jana i Eufenii z Halskich. Pochodził z terenu zaboru rosyjskiego. Prawdopodobnie był absolwentem studiów nauk przyrodniczych we Francji. W 1921 roku został nauczycielem w gimnazjum klasycznym w Grudziądzu, gdzie uczył francuskiego i przyrody. W ramach Kursów Dokształcających „Nauka” wykładał psychologię. W latach 1926–1929 uczył w gimnazjum w Brodnicy, po przejściu na emeryturę ponownie zamieszkał w Grudziądzu. Jego żoną była Ludwika Bochnig z d. Mierzejewska (1889–1975), nauczycielka grudziądzkich szkół średnich.
Współpracował z czasopismami fotograficznymi, zamieszczał teksty i ilustracje w młodzieżowym czasopiśmie krajoznawczym „Od naszego morza”. Był II wiceprezesem Towarzystwa Fotograficznego „Słońce”, założonego w roku 1934. Opracował fotograficzny Album Brodnicki. Fotografie grudziądzkich zabytków były wydawane także w formie pocztówek, m. in. jako Grudziądz. Przewodnik kartkowy z planem i kroniką miasta (1929; reprint „Kalendarz Grudziądzki” 4, 2000). Na zlecenie Ministerstwa Wyznań Religijnych i Oświecenia Publicznego w 1929 roku wykonał około 500 fotografii Polesia. Uczestniczył w wystawach.
Zmarł po powstaniu warszawskim, 18 października 1944 w Tworkach.